# Schloss Bauschlott

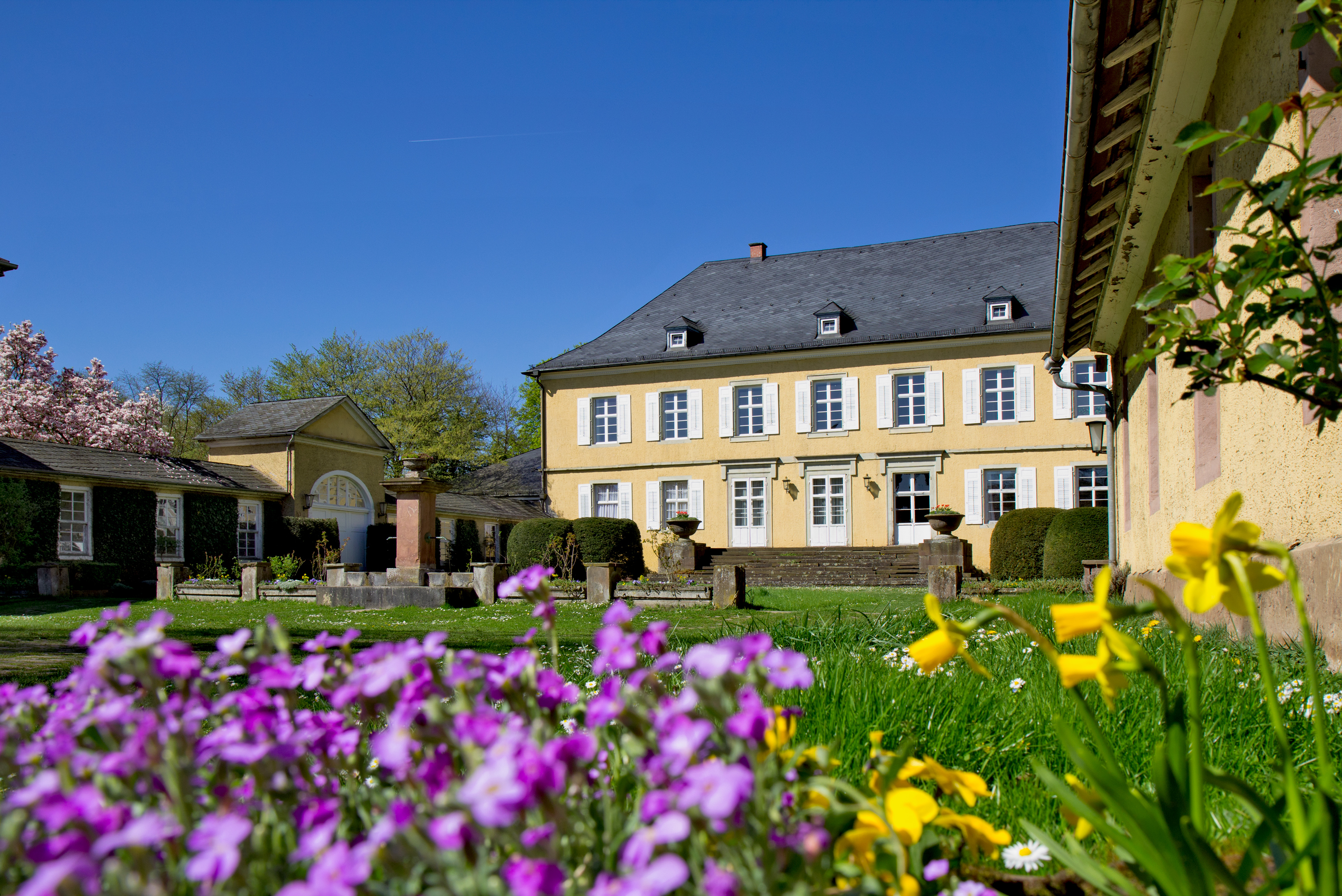
Das Haupthaus des Schlosses

Das Schloss Bauschlott ist eine Schlossanlage in Bauschlott, einem Ortsteil von Neulingen im Enzkreis in Baden-Württemberg. Die Anlage geht auf ein Wasserschloss des 16. Jahrhunderts zurück, war ab 1726 in Baden-Durlachschem Besitz und wurde bis 1809 von Friedrich Weinbrenner in ihrer heutigen Gestalt erneuert. Das Schloss war daraufhin Wohnsitz einiger Markgrafen und Großherzöge von Baden. Ab etwa 1900 diente es verschiedenen Zwecken. Das Schloss kam 1961 in Privatbesitz und war danach bis 2004 Wirkungsort der Künstlergilde Buslat, die darin eine rege Ausstellungs- und Konzerttätigkeit aufnahm.

## Geschichte

### Wasserburg der Herren von Wallstein
In den Jahren 1506 bis 1512 erwarb Konrad von Wallstein, der seinen Wohnsitz in Pforzheim hatte, alle herrschaftlichen Rechte in Bauschlott. Sein Sohn Eglof von Wallstein erwarb dort sechs Hofreiten, die er als Baugrund für ein zwischen 1532 und 1540 erbautes viertürmiges Wasserschloss und umliegende Gärten nutzte. Eglof starb 1570 und wurde in der alten Kirche von Bauschlott begraben, seine Grabplatte sowie die seiner Mutter haben sich im Friedhof bei der Evangelischen Kirche erhalten. Er hinterließ einen unmündigen Sohn, Eglof den Jüngeren, der 1580 ebenfalls starb, womit die Wallstein im Mannesstamm ausstarben. Die Erben einigten sich 1581 auf die Rückgabe der Hoheitsrechte an Baden-Durlach, während das Schloss noch einige Zeit im Besitz der Wallstein-Erben blieb, die es 1604 für 16.000 Gulden an Markgraf Georg Friedrich verkauften. 
1609 erwarb der Kammerrat Erhard von Rammingen Gut und Schloss Bauschlott für 13.000 Gulden. Nach dem Tod von Rammingen erbten norddeutsche Adlige den Besitz und ließen ihn von Verwaltern bewirtschaften. Der Besitz war zeitweilig zwischen einem Herrn von Pirk (auch Pürk) und einer Frau von Bellin aufgeteilt. 1698 konnte der Generaldirektor des Proviantamts der schwäbischen Kreistruppen, Johann Philipp von Schell, den zuvor zersplitterten Besitz wieder auf sich vereinen. Schell ließ das Schloss umfassend renovieren und 1712 Brunnen anlegen. Er und seine Nachkommen nannten sich danach Schell zu Bauschlott. Vor allem Schells Sohn, der hessen-kasselsche Legationsrat Johann Christian von Schell, scheint das Schloss als Wohnsitz genutzt zu haben, da 1722 und 1725 zwei seiner Kinder in Bauschlott geboren sind. Auch Bernhard von Sternenfels, ein Schwiegersohn des älteren Schell, hat zwischen 1715 und 1725 in Schloss Bauschlott gewohnt.

### Verkauf an die Markgrafen von Baden 1726
1726 verkauften die Schell Schloss Bauschlott für 20.000 Gulden an Markgraf Karl III. Wilhelm. Fortan blieb das Schloss in Baden-Durlachschem Besitz und war Sitz eines Verwalters, der Bauschlott, den Katharinentaler Hof und den Karlshäuser Hof unter sich hatte. In der Mitte des 18. Jahrhunderts wurden das Schloss und seine Wirtschaftsgebäude in gutem Zustand erhalten, weithin bekannt waren außerdem die Rosenkulturen im Schlossgarten. 1764 wurde von Wilhelm Jeremias Müller der Cavaliersbau des Schlosses erbaut. 1770 wurde das Sumpfgebiet bei Bauschlott trockengelegt, womit das Schloss seine Funktion als Wasserschloss verlor. Daraufhin wurde die Zugbrücke abgebrochen. 1780 entstand ein achteckiges Türmchen beim Schloss.
Trotz Bau- und Unterhaltungsmaßnahmen war das Schloss im späten 18. Jahrhundert dennoch wieder renovierungsbedürftig, wovon Unterlagen des Gutsverwalters Jacob Friedrich Daimling zeugen: die Gartenmauer war teilweise eingestürzt, Fußböden waren schadhaft, Ziegel gesprungen. Manche Wirtschaftsgebäude waren so baufällig, dass keine Reparatur mehr in Frage kam.

### Schlossneubau durch Weinbrenner
Großherzog Karl Friedrich von Baden ließ das alte baufällige Schloss abtragen und unter Leitung seines Hofbaumeisters Friedrich Weinbrenner auf den alten Fundamenten ein neues Landschloss im klassizistischen Stil errichten. Das neue Hauptgebäude wurde durch zwei Verbindungsbauten mit dem älteren Marstall und dem Kavaliershaus aus dem Jahr 1764 verbunden. 
Der Umbau scheint sich über einen längeren Zeitraum gezogen zu haben. Pläne zum Umbau gab es bereits ab 1795. Das Hauptgebäude war 1804 schon vollendet und wurde in jenem Jahr von Carl Kuntz gemalt, der später auch Malereien für die Innendekoration fertigte. Die Gartenanlagen wurden ab 1806 angelegt. Das Belvedere entwarf Weinbrenner 1807. Der gesamte Bau war 1809 beendet. 
Der Großherzog nutzte das Schloss vor allem für Jagdgesellschaften, konnte sich daran aber nicht lange erfreuen, da er schon 1811 starb. Seine Witwe Luise Karoline von Hochberg (1769–1820) nahm das Schloss bis 1817 als Witwensitz. Ihr ältester Sohn, Großherzog Leopold lebte nach der 1848er Revolution einige Zeit in Bauschlott. Dessen jüngster Sohn, Prinz Karl (1832–1906) feierte 1871 seine Hochzeit in Bauschlott und wohnte danach mit seiner Gattin, Rosalie Luise Freiin von Beust (1845–1908), genannt Gräfin Rhena, dort bis 1899. Das adlige Paar engagierte sich im Bauschlotter Vereinswesen. Gräfin Rhena stiftete 1888 für die Evangelische Kirche ein goldenes Kreuz.

### Wechselnde Nutzung im 20. Jahrhundert
Nach Auflösung des fürstlichen Rentamts für Bauschlott, Stein, Dürrn und Göbrichen im Jahr 1900 wurde das Schloss zu verschiedenen Zwecken genutzt. Nach dem Ersten Weltkrieg war es Kinder-Erholungsheim, von 1923 bis 1936 Haushaltsschule, danach kurzzeitig Jungbauernschule des Reichsnährstandes, dann Sitz des Grafen Adelmann von Adelmannsfelden als Verwalter von Karlshausen und Katharinenthal. Gegen Ende des Zweiten Weltkriegs wurden Kunstschätze in dem Schloss ausgelagert. Schließlich wurde darin die ausquartierte Gynäkologische Abteilung des Pforzheimer Krankenhauses untergebracht, so dass einige Menschen wie der Schauspieler Michael Rieth oder der Marineoffizier Jörg Duppler 1944/45 in Schloss Bauschlott geboren wurden. Nach dem Krieg war das Schloss Sitz des Ungarischen Gymnasiums.
Der letzte Besitzer aus der Familie von Baden war Berthold von Baden (1906–1963). Er verkaufte das Schloss 1961 an den Stuttgarter Arzt Stefan Sandkühler (1920–2004).

### Künstlergilde Buslat ab 1962
Sandkühler ließ das Schloss mit Hilfe des Staatlichen Amtes für Denkmalpflege in Karlsruhe umfassend sanieren. Er war nicht nur Arzt, sondern auch sehr kunstsinnig und gründete 1962 die Künstlergilde Buslat, die im Schloss eine rege Ausstellungs- und Veranstaltungstätigkeit aufnahm. Der Begriff Buslat ist der erste urkundlich bekannte Name Bauschlotts. Zu den frühen Gildenmitgliedern gehörten der Stuttgarter Maler Ernst Feuerstein, der Pfälzer Maler Ludwig Fellner, der der Gilde von 1962 bis 1964 vorstand, und der Fotograf und Kunstgeschichtler Johannes Canis, der den Vorsitz von 1964 bis 1968 hatte. Ebenfalls in der Gilde aktiv waren die Maler Uwe Wenk-Wolff und Heinrich Frieling sowie die Bildhauer Walter Gillich, Georg Vorhauer, Feri Varga und Theobald Hauck. Die Künstlergilde führte nicht nur Ausstellungen aus ihrem Kreis durch, sondern veranstaltete auch Konzerte, Kunsthandwerker-Ausstellungen sowie Theater und Puppentheater. Der Schwerpunkt der Tätigkeiten konzentrierte sich im Lauf der Zeit auf Ausstellungen und Konzerte, da der Theaterbetrieb im Schloss nicht mit dem der umliegenden Städte konkurrieren konnte. Allein von 1963 bis 1971 veranstaltete die Gilde knapp 100 Ausstellungen und 70 Konzerte, bis 1987 summierten sich weit über 300 Ausstellungen. Zu den gezeigten Künstler zählen Karl Abt, Erwin Aichele, Hans Läubin, Norbert Gert Hartmann, Werner von Houwald, Will Sohl, Hans Brasch und Otto Engelhardt-Kyffhäuser. Die Künstlergilde war bis zu Sandkühlers Tod 2004 im Schloss beheimatet, wechselte dann nach Knittlingen und 2007 auf das Neulinger Hofgut Katharinental.

### Heutige Nutzung
Das Schloss befindet sich heute in Privatbesitz. 
Der südliche Flügel ist Sitz des J. S. Klotz Verlagshauses und beherbergt ein Kaffeehaus sowie eine Buchhandlung und ein Kunstmuseum. Das Museum will Kultur- und Begegnungsort sein. Die dort ausgestellte Sammlung Klotz besteht aus rund 300 Kunstwerken des 16. bis 20. Jahrhunderts. Bei der Vermittlung orientiert sich das im Stil klassischer Salons des ausgehenden 19. Jahrhunderts eingerichtete Museum an der Tradition des literarischen Salons.
Außerdem befindet sich im Schloss die Bundesgeschäftsstelle vom Deutschen Naturheilbund e. V., Dachverband der deutschen Naturheilvereine.